# Libro de Han Posterior

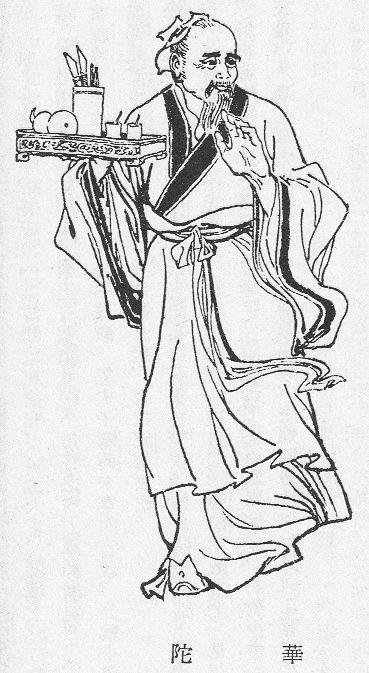
Retrato de Hua T'o, médico de la época de los Tres Reinos, descrito en el Libro de Han Posterior como el primero en usar anestesia.

El Libro de Han Posterior (en chino tradicional: 後漢書; en chino simplificado:后汉书; en pinyin:hòuhànshū; Wade-Giles:Hou Han Shu) es una de las obras oficiales de la historia de China, compilado por el historiador chino Fan Ye en el siglo V, usando como fuente de referencias un número de historias y documentos escritos antes de su época. El libro, escrito posteriormente al período del nacimiento del taoísmo, también cubre la historia de la Dinastía Han Occidental entre el 25 y el 220. Junto con Registros de los Tres Reinos, el Libro de Han Posterior forma parte del Libro de Han, una de las Veinticuatro Historias.